# Тихий (Орловская область)
Тихий — посёлок в Урицком районе Орловской области России.
Входит в состав Котовского сельского поселения.

## География
Расположен южнее посёлка Большевик, от которого Тихий отделяет речка. Из посёлка в Большевик проходит просёлочная дорога.
В посёлке имеется одна улица — Тихая.

## Население
| 2010 |
| ---- |
| 17   |